# 1554 Jugoslavija
1554 Jugoslavija (privremena oznaka 1940 RE), asteroid glavnog pojasa. Otkrio ga je Milorad B. Protić 6. rujna 1940. u Beogradu. Imenovan je po Kraljevini Jugoslaviji.